# Microplitis varipes
Microplitis varipes är en stekelart som först beskrevs av Johannes Friedrich Ruthe 1860.  Microplitis varipes ingår i släktet Microplitis och familjen bracksteklar. Inga underarter finns listade i Catalogue of Life.